# کرس انکر (کارولینای جنوبی)
کرس انکر(به انگلیسی: Cross Anchor) شهری در ایالت کارولینای جنوبی کشور ایالات متحده آمریکا است که جمعیت آن در سرشماری سال ۲۰۱۰ میلادی، ۱۲۶ نفر بوده‌است.